# John Dahlström
John Kenneth Dahlström, född 22 januari 1997 i Kungsbacka, är en svensk professionell ishockeyspelare som spelar för AIK Hockey i Hockeyallsvenskan.
Johns moderklubb är Hanhals IF.